# 이거이
이거이(李居易, 1348년 ~ 1412년)는 고려 말기 조선 초기의 문신(文臣)이다. 본관은 청주(淸州)이며, 평장사(平章事) 이공승(李公升)의 6대손이다. 자(字)는 낙천(樂天), 호는 청허자(淸虛子)이다. 작위는 서원부원군(西原府院君)이며, 벼슬은 영의정(領議政)에 이르렀다. 시호는 문도(文度)이다.

## 생애
고려 말 시절이던 1384년 이성계의 추천으로써 음서 천거되어 강계관군만호가 되었다. 조선이 건국되자 개국원종공신(開國原從功臣)에 올랐다.
1393년(태조2년) 우산기상시(右散旗常侍)가 되었고, 1398년(태조7년) 평안도병마절제사로 왜구를 격퇴하였다. 제1차 왕자의 난 때 공을 세워 정사공신(定社功臣)이 되었고, 곧 이어서 참찬문하부사 겸 의흥삼군부중군동지절제사가 되었다.
1400년(정종2년) 제2차 왕자의 난 때 공을 세워 좌명공신(佐命功臣)이 되었다. 곧이어 사병혁파(私兵 革罷)가 추진될 때 이를 반대하여 계림부사로 좌천되었다. 그 후 판문하부사(判門下府事)로 복귀하였다. 태종 즉위 후 관제 개편으로 문하좌정승(門下左政丞)이 되었다.
1402년(태종2년) 영의정부사(領議政府事)가 되었다. 그는 70세 이상의 노재상들이 모이던 친목 모임인 기로회(耆老會)를 첫 설립하였다. 다시 영사평부사(領司平府事)가 되었다.
1404년(태종4년)사병 혁파 반대한 죄로 탄핵을 받아 진천으로 낙향하였다. 이는 태종의 왕권 강화를 위한 외척 제거의 신호탄이라 하겠다. 1412년(태종12년) 8월 25일 진천에서 졸하였다.

## 사후
묘소는 충청북도 진천군 진천읍 상계리에 있다. 1994년 6월 24일 충청북도의 기념물 제95호로 지정되었다.

## 가계
- 조부 : 이계감(李季瑊) 낭성군(琅城君) 정헌공
- 조모 : 언양 김씨 - 도첨의참리 김변(金賆)의 딸
  - 부 : 이정(李挺) 형부상서(刑部尙書) 문간공(文簡公)
- 외조부 : 부사 김계초(金繼貂)
  - 모 : 강릉 김씨
    - 형 : 이유신(李由信) 형부랑중(刑部郞中)
    - 형 : 이거인(李居仁) 검교좌정승
    - 형 : 이거의(李居義) 공조전서(工曹典書)

  - 처부 : 판서 최잉(崔陾)
    - 처 : 경주 최씨
      - 장남 : 이애(李薆) 상당부원군(上黨府院君) 의정부 찬성사, 경신공주와 혼인함. 초명은 백경
      - 차남 : 이백관
      - 삼남 : 이백신
      - 사남 : 이백강(李伯剛) 청평부원군(淸平府院君), 정순공주와 혼인함.
      - 오남 : 이백현(李伯儇)

경신공주(慶愼公主, 태조의 장녀)의 남편인 상당부원군 이애(上黨府院君 李薆), 정순공주(貞順公主, 태종의 장녀)의 남편인 이백강의 아버지이다.

## 이거이를 연기한 배우
- 《용의 눈물》 (KBS, 1996년~1998년, 배우 : 강재일)
- 《태종 이방원》 (KBS, 2021년~2022년, 배우 : 차기환)